# 이승옥 (배우)
이승옥(李勝玉, 1943년- )은 대한민국의 여배우이다. 충남 공주에서 출생하였다. 동덕여대 국문과를 졸업했다. 극단 '동인극장'의 <악령(惡靈)>을 통해 데뷔한 그는 여인극장의 중추적 멤버이다. 그가 출연한 주요작품으로서는 <알바의 집> <물리학자들> <기적을 만든 사람들> <올훼> <꽃바람> <지난 여름 갑자기> <페드라> <장난꾸러기 유령> 등이 있다. 온화한 분위기와 정확한 대사로 매우 안정된 연기를 보여주며 평범한 아내, 차분한 여인역으로 적합하다.